# Unterseeboot 621
L'Unterseeboot 621 ou U-621 est un sous-marin allemand (U-Boot) de type VIIC utilisé par la Kriegsmarine pendant la Seconde Guerre mondiale.
Le sous-marin fut commandé le 15 août 1940 à Hambourg (Blohm & Voss), sa quille fut posée le 1er juillet 1941, il fut lancé le 19 mars 1942 et mis en service le 7 mai 1942, sous le commandement du Kapitänleutnant Horst Schünemann.
L'U-621 fut coulé dans l'Atlantique Nord par des navires de guerre canadiens, en août 1944.

## Conception
Unterseeboot type VII, l'U-621 avait un déplacement de 769 tonnes en surface et 871 tonnes en plongée. Il avait une longueur totale de 67,10 m, un maître-bau de 6,20 m, une hauteur de 9,60 m et un tirant d'eau de 4,74 m. Le sous-marin était propulsé par deux hélices de 1,23 m, deux moteurs diesel Germaniawerft M6V 40/46 de 6 cylindres en ligne de 1400 cv à 470 tr/min, produisant un total de 2 060 à 2 350 kW en surface et de deux moteurs électriques BBC GG UB 720/8 de 375 cv à 295 tr/min, produisant un total 550 kW, en plongée. Le sous-marin avait une vitesse en surface de 17,7 nœuds (32,8 km/h) et une vitesse de 7,6 nœuds (14,1 km/h) en plongée. Immergé, il avait un rayon d'action de 80 milles marins (150 km) à 4 nœuds (7,4 km/h; 4,6 milles par heure) et pouvait atteindre une profondeur de 230 m. En surface son rayon d'action était de 8 500 milles nautiques (soit 15 700 km) à 10 nœuds (19 km/h).
L'U-621 était équipé de cinq tubes lance-torpilles de 53,3 cm (quatre montés à l'avant et un à l'arrière) qui contenait quatorze torpilles. Il était équipé d'un canon de 8,8 cm SK C/35 (220 coups) et d'un canon antiaérien de 20 mm Flak. Il pouvait transporter 26 mines TMA ou 39 mines TMB. Son équipage comprenait 4 officiers et 40 à 56 sous-mariniers.

## Historique
En période d'entraînement à la 8. Unterseebootsflottille jusqu'au 30 septembre 1942, il rejoint sa formation de combat dans la 9. Unterseebootsflottille.
Le sous-marin quitte Kiel pour la première fois le 29 septembre 1942 pour patrouiller dans l'Atlantique Nord. Le 23 octobre, l'U-621 coule un cargo à vapeur britannique, traînard du convoi ONS-136, au centre de l'Atlantique Nord.
Dans les premières heures du 18 décembre 1942, l'U-621 attaque un navire indépendant grec dans l'Atlantique Nord. Deux jours plus tard dans la soirée, l'U-621 torpille et coule un pétrolier à moteur britannique dans l'Atlantique Nord.
L'U-621 fait route vers sa base lorsqu'il reçoit l'ordre de rechercher des survivants du forceur de blocus Rhakotis, coulé le 28 décembre 1942. N'en trouvant aucun, il rentre à Brest le 5 janvier 1943.
Après son ravitaillement par l'U-462, l'U-621, comme d'autres U-Boote rejoint le groupe de combat Burggraf formé le 26 février 1943 dans le centre de l'Atlantique Nord. La meute commence le ratissage vers l'ouest et à partir du 4 mars, il navigue à l'est de Terre-Neuve lorsqu'elle est renforcée par le groupe Wildfang stationné dans le Nord. Les deux groupes forment une longue ligne de patrouille à partir du 4 mars en vue d'intercepter des convois SC. Après qu'une partie de la ligne se détache pour opérer contre le convoi SC-121, le reste des U-Boote du groupe Burggraf, l'U-621 inclus, forme une nouvelle ligne de patrouille appelée Raubgraf le 7 mars à l'est-nord-est de Terre-Neuve. Deux jours plus tard, le groupe fait mouvement vers le nord pour intercepter le convoi ON-170, sans l'U-621 qui fait route vers la France. Le 11 mars 1943 sur la route du retour, il envoie par le fond un cargo à vapeur britannique, traînard du convoi ONS-169, à l'est de Terre-Neuve.
À partir du 24 mai 1943, Dönitz arrête temporairement les opérations contre les convois dans l'Atlantique Nord. L'U-621 et d'autres U-Boote des groupes Mosel et Donau, dotés d'une quantité de carburant limitée, s'activent dans une large zone en émettant des signaux radios pour donner l'impression de la présence de U-Boote sur la route des convois. L'U-621 recherche brièvement des potentiels survivants de l'U-563, mais sans succès.
Le 31 mai 1943, l'U-621 est signalé en surface et attaqué par un Liberator du SQN 224, qui lui lance six charges de profondeur (douze suivant une autre source) en deux passages, dans le golfe de Gascogne. En raison de dommages importants, l'U-621 fait route vers sa base, qu'il atteint le 3 juin.
L'U-621 est l'un des six autres U-Boote transformés entre mai et novembre 1943 en U-Flak (l'U-211, l'U-256, l'U-263, l'U-271, l'U-441 et l'U-953). Il devient U-Flak 4.
L'armement augmente en réduisant l'emport de carburant, ce qui les rend impropres à des opérations lointaines.
Le 22 août 1943, il quitte Brest pour sa cinquième patrouille. En tant qu' U-Flak, l'U-621 opère dans le Golfe de Gascogne, probablement pour escorter des U-Boote à l'entrée et à la sortie de cette zone dangereuse. Puis il retourne à Brest. L'expérience avec les U-Flak étant un échec, il reprit sa configuration d'origine à partir du 1er novembre 1943.
Le 13 janvier 1944, l'U-621 est repéré par un Liberator du Sqn 59, qui escortait les convois combinés MKS-35/SL-144. L'U-621 est mitraillé et reçoit deux charges de profondeur de l'avion. L'U-Boot plonge et s'échappe ; il est endommagé, un homme d'équipage est tué (Matrosengefreiter Heinz Thomas) et six autres sont blessés.
Deux mois plus tard, l'U-621 patrouille au nord des Hébrides et dans le Minch du Nord (baie au nord-ouest de l'Écosse). Il est l'un des cinq U-Boote qui reçoit l'ordre d'attaquer les navires à proximité des côtes, sans succès.
Le 6 juin 1944, le submersible quitte Brest pour les plages de débarquement. Il est l'un des huit U-Boote équipés d'un Schnorchel qui reçoit l'ordre de se diriger vers une zone située au nord de Cherbourg puis d'entrer dans la Manche pour essayer de couler des navires Alliés. La tâche se montre ardue, en raison de la concentration des forces aériennes et de surface auxquelles ils sont confrontés. Le 7 ou 8 juin, peu après minuit, l'U-621 attaque des destroyers du 12e groupe SG, mais n'entend qu'une détonation de fin de course. Le 15 juin 1944, il pénètre au milieu de l'escorte de six LST dans le nord de la baie de Seine. Il tire trois torpilles, qui explosèrent toutes prématurément. Quelque temps après, il envoie par le fond un LST américain dans le nord-ouest du Havre. Trois jours plus tard, il attaque sans succès deux bâtiments de guerre américains (explosions prématurées des torpilles). L'U-621 est pourchassé, réussit à s'échapper et rentre aussitôt à la base.
À partir du 15 juillet, il opère dans la Manche. Le 23 juillet, l'U-621 atteint sa zone opérationnelle. Six jours plus tard, il envoie par le fond un navire de la Royal Navy au sud-est de l'île de Wight. Le 30 juillet, il torpille et endommage un cargo britannique.
Le 18 août 1944, il est localisé vers 9 h 53 par le HMS Decoy et envoyé par le fond par des charges de profondeur lancées par trois destroyers, les Decoy (alias Kootenay), HMS Hero et HMS Griffin du 11e groupe SG canadien, à l'ouest-sud-ouest de La Rochelle, à la position 45° 52′ N, 2° 36′ O.
Les cinquante-six membres d'équipage meurent dans cette attaque.

## Affectations
- 8. Unterseebootsflottille du 7 mai 1942 au 30 septembre 1942 (Période de formation).
- 9. Unterseebootsflottille du 1er octobre 1942 au 18 août 1944 (Unité combattante).

## Commandement
- Kapitänleutnant Horst Schünemann du 7 mai 1942 au 4 décembre 1942.
- Oberleutnant zur See Max Kruschka du 4 décembre 1942 au 7 mai 1944 (Croix allemande).
- Oberleutnant zur See Hermann Stuckmann (en) du 15 mai 1944 au 18 août 1944 (Croix de Chevalier).

## Patrouilles
|       | Commandant              | Départ            | Départ | Arrivée           | Arrivée | Jours     | Succès   |
| ----- | ----------------------- | ----------------- | ------ | ----------------- | ------- | --------- | -------- |
| 1     | Kptlt. Horst Schünemann | 29 septembre 1942 | Kiel   | 5 novembre 1942   | Brest   | 38 jours  | 6 113    |
| 2     | Oblt. Max Kruschka      | 5 décembre 1942   | Brest  | 5 janvier 1943    | Brest   | 32 jours  | 10 691   |
| 3     | Oblt. Max Kruschka      | 1er février 1943  | Brest  | 23 mars 1943      | Brest   | 51 jours  | 3 355    |
| 4     | Oblt. Max Kruschka      | 22 avril 1943     | Brest  | 3 juin 1943       | Brest   | 43 jours  |          |
| 5     | Oblt. Max Kruschka      | 22 août 1943      | Brest  | 28 septembre 1943 | Brest   | 38 jours  |          |
| 6     | Oblt. Max Kruschka      | 6 janvier 1944    | Brest  | 23 janvier 1944   | Brest   | 18 jours  |          |
| 7     | Oblt. Max Kruschka      | 21 février 1944   | Brest  | 19 avril 1944     | Brest   | 59 jours  |          |
| 8     | Oblt. Hermann Stuckmann | 6 juin 1944       | Brest  | 23 juin 1944      | Brest   | 18 jours  | 1 625    |
| 9     | Oblt. Hermann Stuckmann | 15 juillet 1944   | Brest  | 11 août 1944      | Brest   | 28 jours  | 12 986   |
| 10    | Oblt. Hermann Stuckmann | 13 août 1944      | Brest  | 18 août 1944      | Coulé   | 6 jours   |          |
| Total | Total                   | Total             | Total  | Total             | Total   | 331 jours | 34 770 t |

Note : Kptlt. = Kapitänleutnant - Oblt. = Oberleutnant zur See

### OpérationsWolfpack
L'U-621 opéra avec les Rudeltaktik (meute de loups) durant sa carrière opérationnelle.
- Panther (10-16 octobre 1942)
- Puma (16-29 octobre 1942)
- Raufbold (11-18 décembre 1942)
- Hartherz (3-7 février 1943)
- Ritter (11-26 février 1943)
- Burggraf (4-5 mars 1942)
- Raubgraf (7-15 mars 1943)
- Amsel 1 (3-6 mai 1943)
- Elbe (7-10 mai 1943)
- Elbe 2 (10-14 mai 1943)
- Mosel (19-24 mai 1943)

## Navires coulés
L'U-621 coula 4 navires marchands totalisant 20 159 tonneaux, 1 navire de guerre auxiliaire de 2 938 tonneaux, endommagea 1 navire marchand de 10 048 tonneaux et un navire de guerre de 1 625 tonneaux au cours des 10 patrouilles (331 jours en mer) qu'il effectua.
| Date             | Nom                | Nationalité | Tonnage | Convoi | Fait      | Localisation         |
| ---------------- | ------------------ | ----------- | ------- | ------ | --------- | -------------------- |
| 23 octobre 1942  | Empire Turnstone   | Royaume-Uni | 6 113   | ON-136 | Coulé     | 54° 40′ N, 28° 00′ O |
| 18 décembre 1942 | Oropos             | Grèce       | 4 474   | ON-152 | Coulé     | 51° 00′ N, 37° 00′ O |
| 20 décembre 1942 | Otina              | Royaume-Uni | 6 217   | ON-153 | Coulé     | 47° 40′ N, 33° 06′ O |
| 11 mars 1943     | Baron Kinnaird     | Royaume-Uni | 3 355   | ON-169 | Coulé     | 53° 00′ N, 40° 00′ O |
| 15 juin 1944     | USS LST-133        | US Navy     | 1 625   | EPL-8  | Endommagé | 50° 01′ N, 0° 49′ O  |
| 29 juillet 1944  | HMS Prince Leopold | Royal Navy  | 2 938   | -      | Coulé     | 50° 19′ N, 0° 53′ O  |
| 30 juillet 1944  | Ascanius           | Royaume-Uni | 10 048  | EBC-54 | Endommagé | 50° 15′ N, 0° 48′ O  |